# Tournon-sur-Rhône
Pour les articles homonymes, voir Tournon.
Tournon-sur-Rhône est une commune française située dans le département de l'Ardèche en région Auvergne-Rhône-Alpes, à 20 km au nord de Valence.
La ville, bordée par le Rhône, possède sa propre unité urbaine, située entre celles d'Annonay et celle de Valence. Son territoire se positionne au cœur de la communauté d'agglomération Arche Agglo située de chaque côté du fleuve et dont le siège est situé dans la commune voisine de Mauves.

## Géographie

### Localisation
Tournon-sur-Rhône est située en plein cœur de la vallée du Rhône, entre L'agglomération lyonnaise, au nord et celle de Valence, au sud. La ville est surplombée à l'ouest par les prémices du Vivarais, eux-mêmes étant les contreforts orientaux du Massif central. Sur ces coteaux est cultivé le vin d'appellation d'origine contrôlée Saint-Joseph.
Le petit chemin de fer à vapeur du Vivarais appelé Le Mastrou partait de Tournon pour aller à Lamastre en passant par les gorges du Doux.

### Communes limitrophes
Les communes limitrophes sont Mauves, Plats, Saint-Barthélemy-le-Plain, Saint-Jean-de-Muzols, La Roche-de-Glun, Tain-l'Hermitage et Mercurol-Veaunes.

### Géologie
Le territoire de Tournon est situé dans le couloir rhodanien immédiatement au nord du confluent entre le Rhône et l'Isère. Le secteur correspond à une région riche en formations quaternaires.
À l'Ouest, il est longé par la bordure orientale du Massif central constituée par les plateaux de roches cristallines et cristallophylliennes du Vivarais, d'altitude comprise entre 350 et 450 mètres en moyenne, profondément entaillés par les affluents du Rhône. Il est prolongé localement par le défilé Saint-Vallier-Tournon, probablement émergé en grande partie dès la fin de l'Hercynien, et qui constitue un môle stable.
À l'est du Rhône, on peut découvrir les terrains sédimentaires bas-dauphinois, appartenant au géosynclinal alpine, les collines miocènes et pliocènes du bassin tertiaire et au Sud-Est, la partie septentrionale de la plaine de Valence où s'étendent les terrasses alluviales de l'Isère présentant une altitude de 120 à 180 mètres, faiblement inclinées vers l'Ouest en direction du Rhône, notamment sur les territoires des communes voisines de Tain-l'Hermitage et Pont-de-l'Isère.

### Climat
Pour des articles plus généraux, voir Climat d'Auvergne-Rhône-Alpes et Climat de l'Ardèche.
En 2010, le climat de la commune est de type climat du Bassin du Sud-Ouest, selon une étude du CNRS s'appuyant sur une série de données couvrant la période 1971-2000. En 2020, Météo-France publie une typologie des climats de la France métropolitaine dans laquelle la commune est dans une zone de transition entre le climat de montagne et le climat méditerranéen et est dans la région climatique Moyenne vallée du Rhône, caractérisée par un bon ensoleillement en été (fraction d'insolation > 60 %), une forte amplitude thermique annuelle (4 à 20 °C), un air sec en toutes saisons, orageux en été, des vents forts (mistral), une pluviométrie élevée en automne (250 à 300 mm).
Pour la période 1971-2000, la température annuelle moyenne est de 12,6 °C, avec une amplitude thermique annuelle de 17,7 °C. Le cumul annuel moyen de précipitations est de 887 mm, avec 7,1 jours de précipitations en janvier et 5,3 jours en juillet. Pour la période 1991-2020, la température moyenne annuelle observée sur la station météorologique de Météo-France la plus proche, « Mercurol », sur la commune de Mercurol-Veaunes à 5 km à vol d'oiseau, est de 13,4 °C et le cumul annuel moyen de précipitations est de 864,4 mm,. Pour l'avenir, les paramètres climatiques de la commune estimés pour 2050 selon différents scénarios d'émission de gaz à effet de serre sont consultables sur un site dédié publié par Météo-France en novembre 2022.
| Mois                                  | jan.           | fév.           | mars            | avril         | mai          | juin           | jui.          | août           | sep.           | oct.          | nov.            | déc.           | année      |
| ------------------------------------- | -------------- | -------------- | --------------- | ------------- | ------------ | -------------- | ------------- | -------------- | -------------- | ------------- | --------------- | -------------- | ---------- |
| Température minimale moyenne (°C)     | 1,4            | 1,7            | 4,2             | 7             | 10,9         | 14,3           | 16            | 15,6           | 12             | 9,1           | 4,8             | 2,1            | 8,3        |
| Température moyenne (°C)              | 4,7            | 5,8            | 9,5             | 12,7          | 16,7         | 20,7           | 22,8          | 22,4           | 18,1           | 14            | 8,5             | 5,3            | 13,4       |
| Température maximale moyenne (°C)     | 8              | 9,9            | 14,8            | 18,4          | 22,6         | 27             | 29,6          | 29,2           | 24,1           | 18,9          | 12,3            | 8,5            | 18,6       |
| Record de froid (°C) date du record   | −11,8 11.01.10 | −10,3 05.02.12 | −9,2 02.03.05   | −3,1 08.04.03 | 2,2 07.05.19 | 6,4 14.06.1995 | 8,2 13.07.00  | 7,1 30.08.1998 | 2,7 30.09.1995 | −4,3 26.10.03 | −5,3 23.11.1998 | −11,2 05.12.10 | −11,8 2010 |
| Record de chaleur (°C) date du record | 20 19.01.07    | 22,2 24.02.20  | 25,8 25.03.1994 | 30,4 23.04.07 | 34 24.05.09  | 39,2 27.06.19  | 40,1 24.07.19 | 41,4 13.08.03  | 34,5 16.09.20  | 28,9 02.10.23 | 22,3 01.11.22   | 19,5 05.12.06  | 41,4 2003  |
| Précipitations (mm)                   | 57,5           | 41,4           | 41,8            | 65,5          | 80,4         | 55,1           | 55,4          | 67,6           | 102,3          | 130,6         | 115,2           | 51,6           | 864,4      |

### Hydrographie

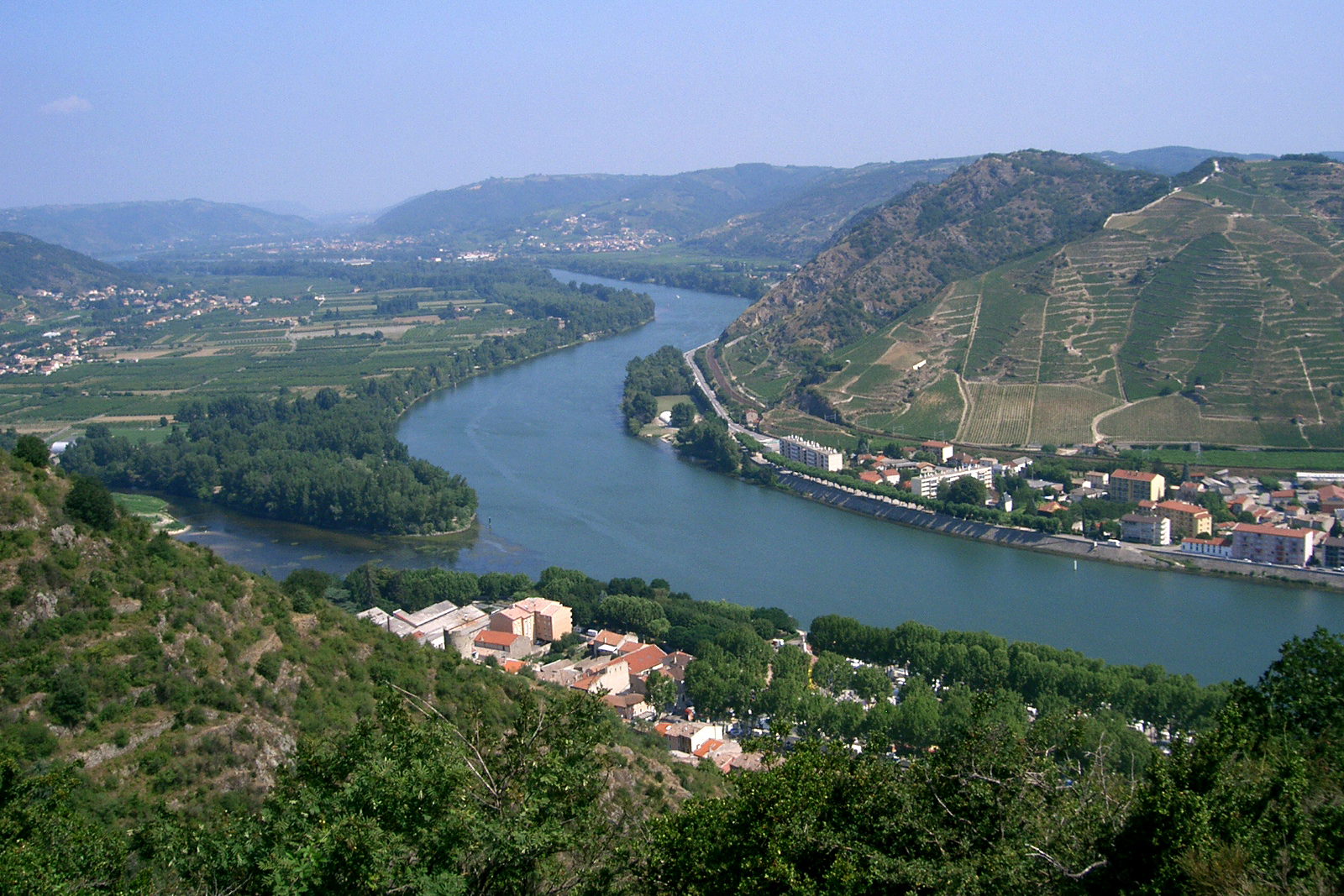
Le confluent du Doux.

La rive droite du Rhône borde le territoire de la commune dans sa partie orientale. Son affluent, le Doux et son sous-affluent, le Duzon sont les deux autres principaux cours d'eau traversant la commune.

## Urbanisme

### Typologie
Au 1er janvier 2024, Tournon-sur-Rhône est catégorisée centre urbain intermédiaire, selon la nouvelle grille communale de densité à 7 niveaux définie par l'Insee en 2022.
Elle appartient à l'unité urbaine de Tournon-sur-Rhône, une agglomération inter-départementale dont elle est ville-centre,. Par ailleurs la commune fait partie de l'aire d'attraction de Tournon-sur-Rhône, dont elle est la commune-centre,. Cette aire, qui regroupe 9 communes, est catégorisée dans les aires de moins de 50 000 habitants,.

### Occupation des sols
L'occupation des sols de la commune, telle qu'elle ressort de la base de données européenne d’occupation biophysique des sols Corine Land Cover (CLC), est marquée par l'importance des forêts et milieux semi-naturels (42,7 % en 2018), en diminution par rapport à 1990 (46,3 %). La répartition détaillée en 2018 est la suivante :
forêts (41,5 %), zones urbanisées (17,3 %), zones agricoles hétérogènes (17,1 %), cultures permanentes (10,2 %), zones industrielles ou commerciales et réseaux de communication (5,6 %), eaux continentales (5,6 %), prairies (1,6 %), milieux à végétation arbustive et/ou herbacée (1,2 %).
L'évolution de l'occupation des sols de la commune et de ses infrastructures peut être observée sur les différentes représentations cartographiques du territoire : la carte de Cassini (XVIIIe siècle), la carte d'état-major (1820-1866) et les cartes ou photos aériennes de l'IGN pour la période actuelle (1950 à aujourd'hui).

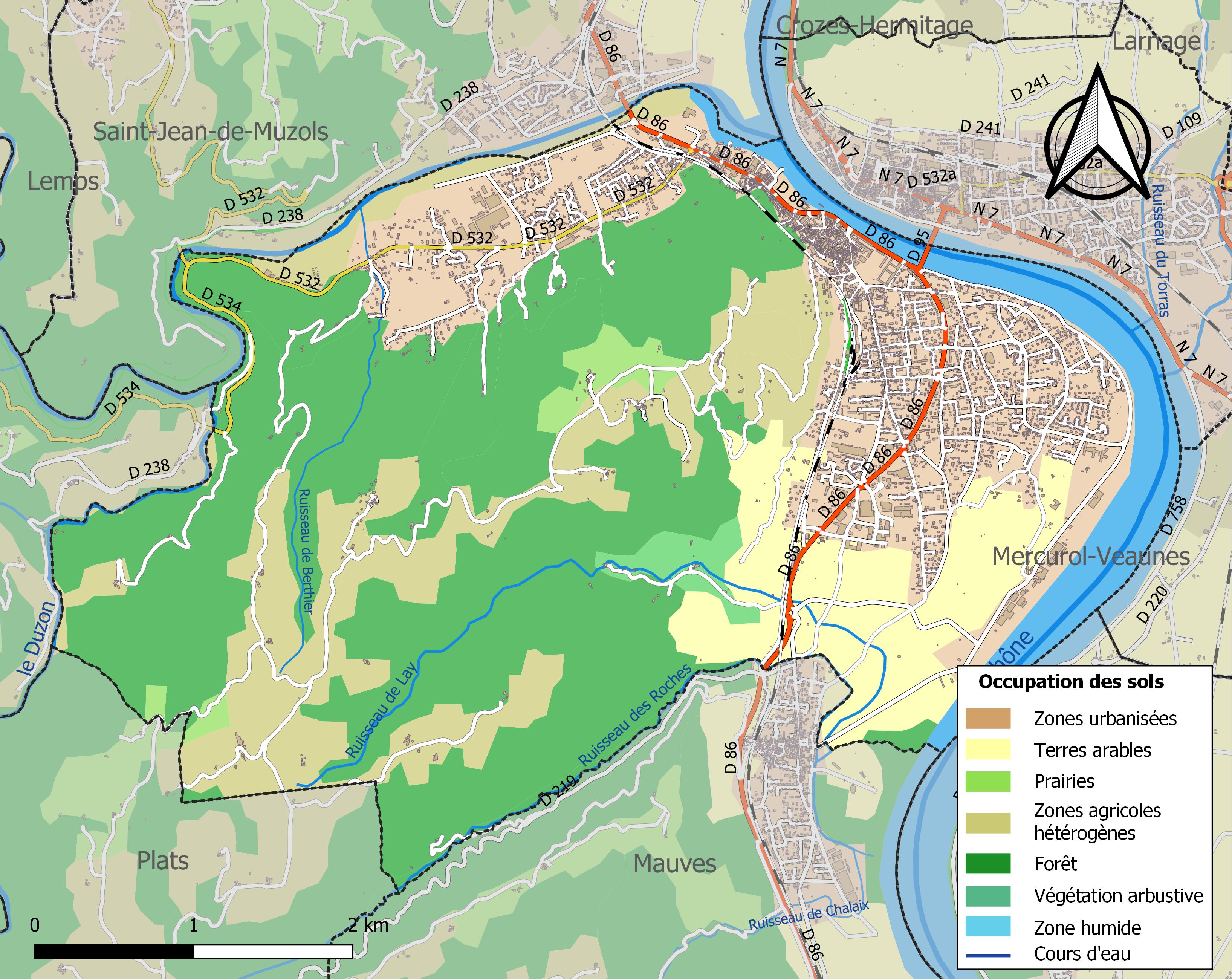
Carte des infrastructures et de l'occupation des sols de la commune en 2018 (CLC).

### Logement
En 2019, selon la Fédération nationale de l'immobilier, le nombre de logements est de 5 663 sur le territoire communal.

### Voies de communication et transports

#### Voies routières
Le territoire communal est traversé par la route départementale 86 (ancienne route nationale RN86) qui longe le Rhône sur sa rive droite et qui permet de relier Lyon à Nîmes.
La commune est également accessible par l'autoroute A7. L'échangeur le plus proche est situé sur la commune limitrophe de Mercurol.
- 13 Tain l'Hermitage à 56 km : Tain-l'Hermitage, Tournon-sur-Rhône.

#### Voies ferrées

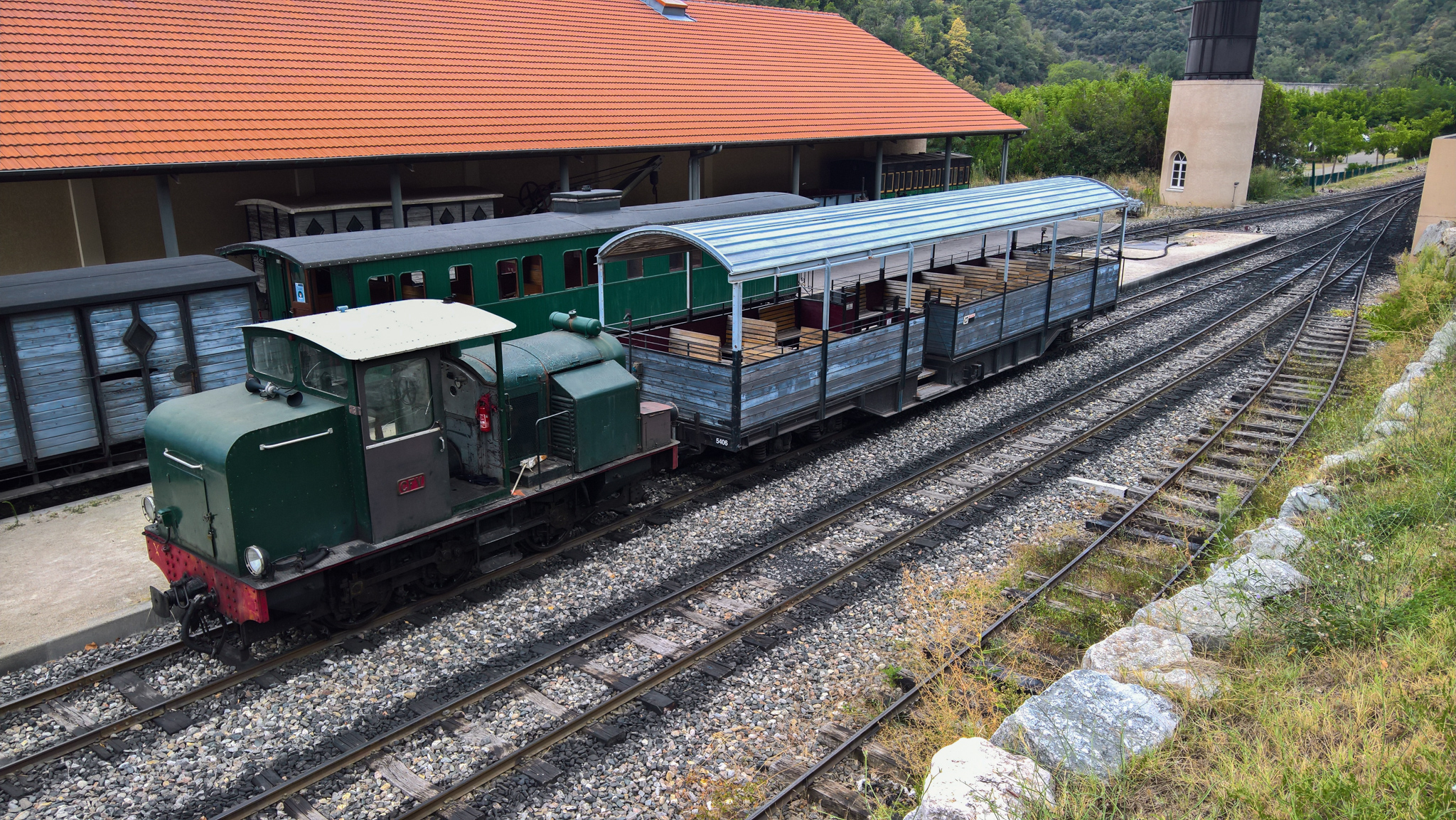
Gare de Tournon Saint-Jean

Le « Train de l'Ardèche » est le nom donné à la ligne touristique Tournon-Lamastre, ancienne ligne du réseau ferré du Vivarais, fermée en 1969 et dont l'origine a été limitée à la nouvelle gare de La Cellière, désormais nommée gare de Tournon - Saint Jean et située sur le territoire de la commune voisine de Saint-Jean-de-Muzols.
La gare ferroviaire de voyageurs la plus proche est la gare de Tain-l'Hermitage - Tournon, située sur la rive gauche du Rhône dans la commune de Tain-L'Hermitage. Celle-ci est située sur la ligne de Paris-Lyon à Marseille-Saint-Charles, desservie par des TER Rhône-Alpes reliant Lyon à Valence.

### Risques naturels

#### Risques sismiques
L'ensemble du territoire de la commune de Tournon-sur-Rhône est situé en zone de sismicité no 3, dite « modérée » (sur une échelle de 1 à 5), comme la plupart des communes situées dans la vallée du Rhône, mais non loin de la limite orientale de la zone no 2, dite « faible » qui correspond au plateau ardéchois.
| Type de zone | Niveau            | Définitions (bâtiment à risque normal) |
| ------------ | ----------------- | -------------------------------------- |
| Zone 3       | Sismicité modérée | accélération = 1,1 m/s2                |

## Toponymie
Anciennement appelée Tournon, la commune a ajouté la mention « sur-Rhône » en 1989. Les formes anciennes sont castro Turnone, (que l'on pourrait traduire par CastelTournon) en 814, vicaria Tornonensis en 1064, Tornon en 1188. Ernest Nègre les interprète comme une formation latine, dérivée avec le suffixe -one du nom de personne romain Turnus.
Une autre hypothèse, s'appuyant sur le site (la ville  est sise sur un piton rocheux, au pied d'un d'un coteau de 200 m. de dénivelé surplombant le Rhône) et les vestiges archéologiques, confère à Tournon une origine gauloise, de *turno, « hauteur », avec le suffixe locatif gaulois -one.

## Histoire

### Antiquité
Durant l'Antiquité, Tournon ou plutôt Tournus est la « banlieue chic » de la cité romaine voisine : Muzolium (cf. Muzols). Le quartier du Cornilhac, au nord de la ville, semble être celui où l'on retrouve le plus de vestiges : des thermes, des villas de riches familles romaines, etc. Au centre-ville, à la place de l'actuel château, se trouvait un castrum, c'est-à-dire une forteresse romaine qui abritera les habitants de Muzolium lors des invasions barbares au Ve siècle.
Tournon bâtit sa fortune sur le commerce de son vin qui, dit-on, était fort apprécié de l'empereur Charlemagne, et même de Pompée (Ier siècle av. J.-C.) selon Victor Hugo dans Le mariage de Roland (La Légende des siècles), sans doute plus pour la rime que pour l'exactitude historique :
"L'homme a vu le vieux comte ; il rapporte une épée

Et du vin, de ce vin qu'aimait le grand Pompée

Et que Tournon récolte au flanc de son vieux mont."

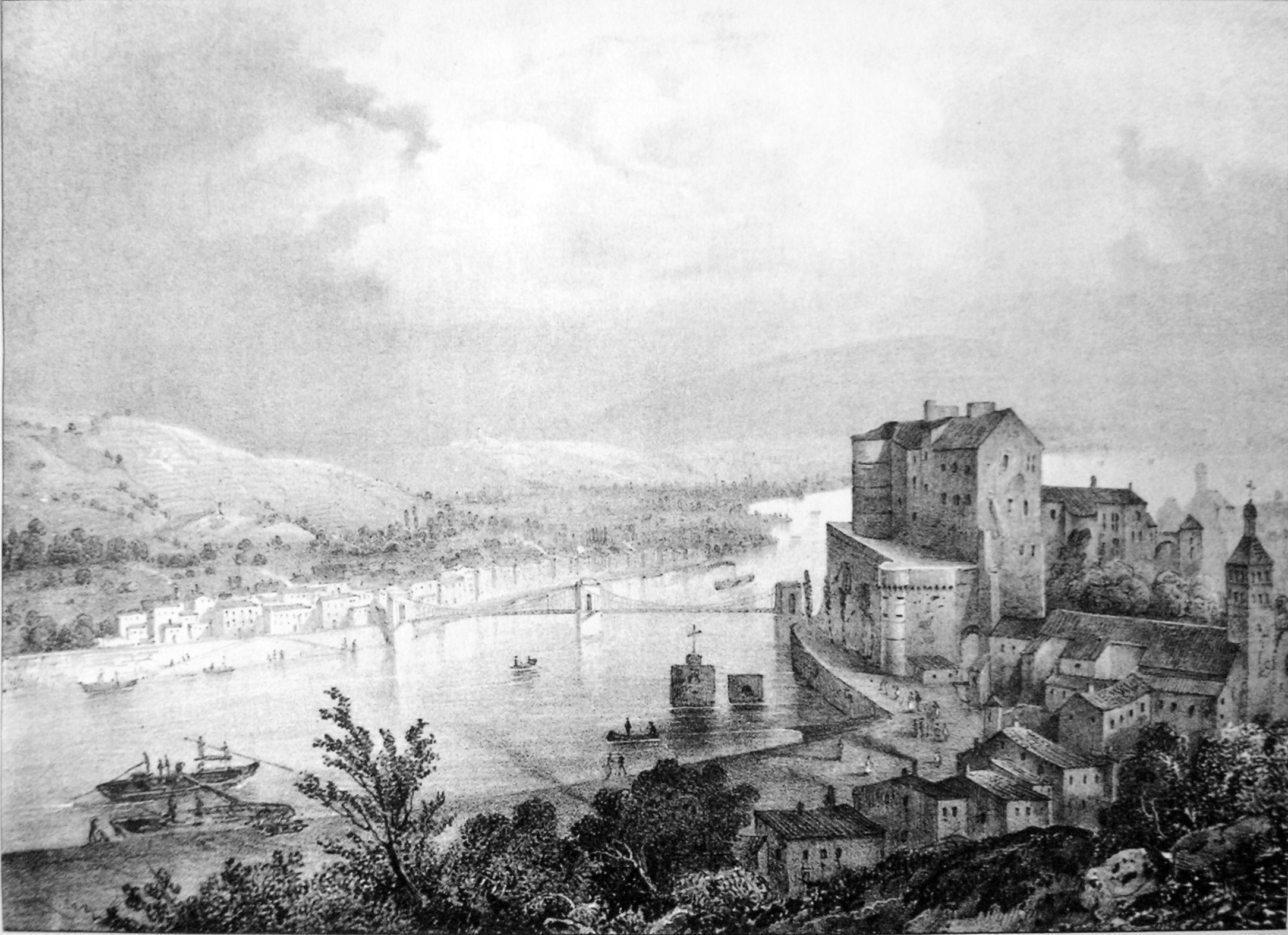
Tain et Tournon au XIXe siècle illustrée par Victor Cassien (1808 - 1893).

### Période médiévale
Au Moyen Âge, la population s'agglomère autour du château et donne naissance à un bourg castral. Ce château était alors le centre politique de la seigneurie de Tournon composée en outre de Tain, Plats, Vion et Glun, à ne pas confondre avec La Roche de Glun située rive gauche du Rhône. Eudes ou Odon rendit hommage pour toutes ses terres à Philippe Auguste dans la ville du Puy en 1188, elles relevèrent dès lors du royaume de France.
Ses alliances précoces avec le royaume de France lui valurent d'entrer dans le cercle rapproché de la famille royale à la Renaissance. Au XIVe siècle, est fondé le premier couvent de la ville, les Carmes qui s'installent hors de la ville, non loin de la porte de Mauves. La vie religieuse sera très importante ici car pas moins de quatre couvents différents seront créées, et une collégiale. Les pères jésuites s'installeront et enseigneront dans le collège du Cardinal.
En mars 1469, par ses lettres patentes, le roi Louis XI autorisa deux foires annuelles à Tournon, de sorte que la ville s'accroisse. Au XVIe siècle, le cardinal François II de Tournon, issu de la famille des seigneurs de la ville, rencontre le roi François Ier en 1515 à Lyon. Le Roi, le gardera comme principal conseiller pendant 30 ans, jusqu'à sa mort en 1547. Le cardinal appréciait le vin de Tournon et contribua à le répandre.
C'est à ce moment, que la famille seigneuriale obtient le privilège d'arborer la fleur de lys sur fond azur, sur le côté dextre (gauche) de leur blason, symbole réservé au Roi.

### Période moderne
L'année 1536 fut marquée par deux événements : la fondation d'un collège par le cardinal de Tournon, qui fut élevé au titre d'université par une bulle papale et la mort du dauphin François (fils du roi François Ier) dont le corps fut conservé dans la collégiale Saint-Julien de Tournon jusqu'en 1547. La famille de Tournon s'éteint au XVIIe siècle car le dernier Seigneur meurt sans descendance et le château est abandonné.

### Période contemporaine

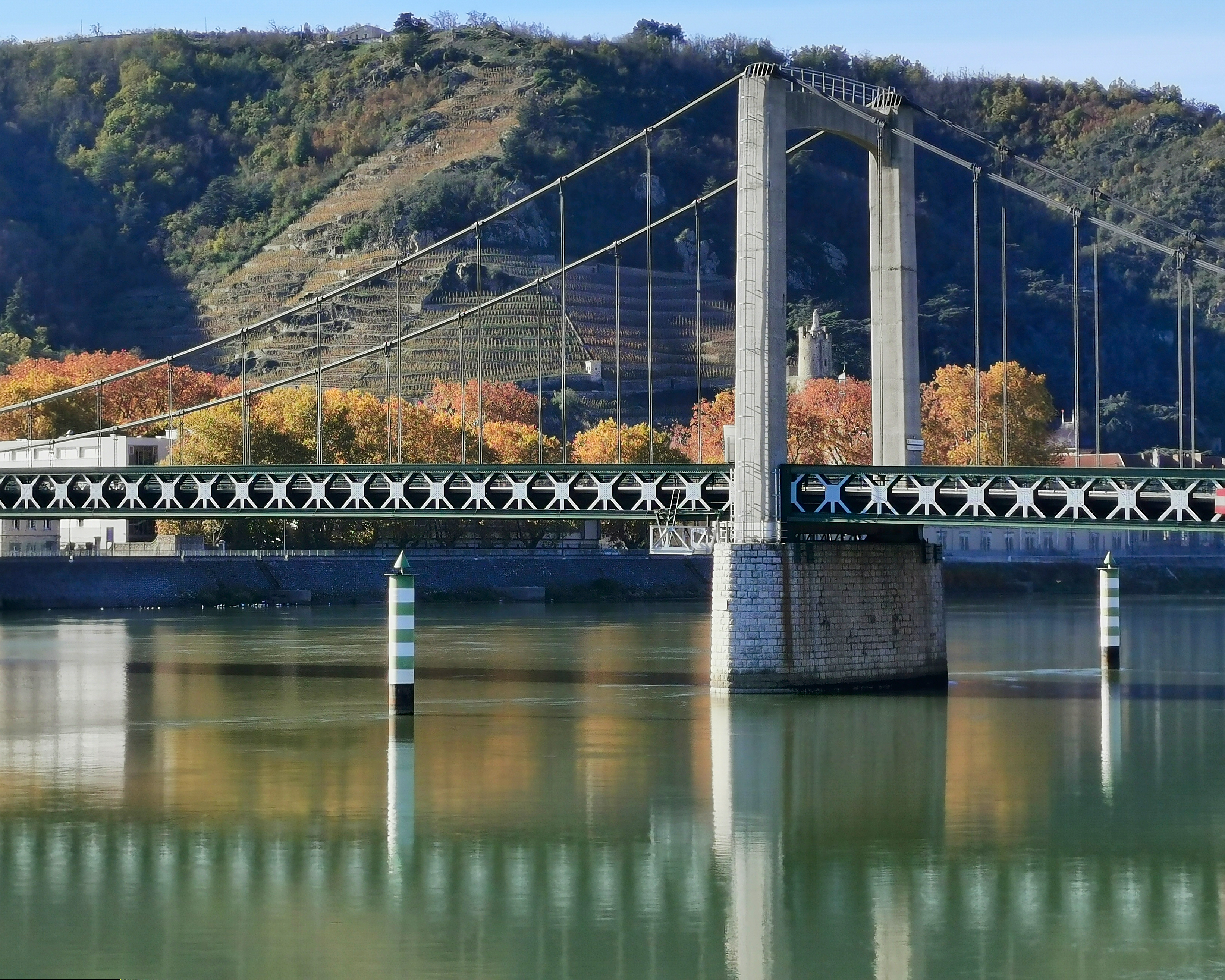
Pont Gustave Toursier

Un des premiers ponts suspendus à câble d'Europe fut construit en 1825 entre Tournon et Tain-l'Hermitage par Marc Seguin. La ville fut le foyer d'une animation intellectuelle et artistique sans précédent, au XIXe et au XXe siècle, avec des figures comme Marcel Gimond, Charles Forot et Raoul Dufy.
Le pont routier Gustave Toursier est inauguré en 1958.
Tain-l'Hermitage est reliée au chemin de fer en 1855 avec une gare sur la ligne de Paris à Lyon et à la Méditerranée. Il faut attendre 1873 pour que la ligne de la rive droite du Rhône (de Givors-Canal à La Voulte) et la gare de Tournon soient mises en service ; mais les trains de voyageurs y ont disparu depuis 1973.
En 1940, sur la rive droite du Rhône, l'arrêt des combats contre la Wehrmacht eut lieu au nord de Tournon, la rivière Doux marquant la limite entre les forces allemandes et l'armée française battue en retraite.
Tournon-sur-Rhône est classée quatrième dans le classement des plus belles villes d'Europe par le magazine  National Geographic en 1976.[réf. nécessaire]

## Politique et administration

### Tendances politiques et résultats

#### Récapitulatif de résultats électoraux récents
| Municipales 2014    |  | DVD  | 67,47 |  | DVG | 34,52 | Pas de 3e | Pas de 3e | Pas de 3e | Pas de 4e | Pas de 4e | Pas de 4e | Pas de 2d tour | Pas de 2d tour | Pas de 2d tour | Pas de 2d tour | Pas de 2d tour | Pas de 2d tour | Pas de 2d tour | Pas de 2d tour | Pas de 2d tour |
| Européennes 2014    |  | UMP  | 24,80 |  | FN  | 20,19 |           | UG        | 13,78     |           | VEC       | 13,52     | Tour unique    | Tour unique    | Tour unique    | Tour unique    | Tour unique    | Tour unique    | Tour unique    | Tour unique    | Tour unique    |
| Régionales 2015     |  | UD   | 31,09 |  | UG  | 28,00 |           | FN        | 23,71     |           | VEC       | 6,17      |                | UG             | 40,37          |                | UD             | 38,92          |                | FN             | 20,71          |
| Présidentielle 2017 |  | EM   | 24,57 |  | LR  | 20,67 |           | LFI       | 19,55     |           | FN        | 19,49     |                | EM             | 68,97          |                | FN             | 31,03          | Pas de 3e      | Pas de 3e      | Pas de 3e      |
| Législatives 2017   |  | EM   | 33,34 |  | SOC | 19,71 |           | LR        | 13,84     |           | FN        | 11,58     |                | SOC            | 51,78          |                | EM             | 48,22          | Pas de 3e      | Pas de 3e      | Pas de 3e      |
| Européennes 2019    |  | LREM | 22,98 |  | RN  | 21,08 |           | EELV      | 16,00     |           | UDI       | 9,76      | Tour unique    | Tour unique    | Tour unique    | Tour unique    | Tour unique    | Tour unique    | Tour unique    | Tour unique    | Tour unique    |
| Municipales 2020    |  | DVD  | 36,33 |  | DVG | 34,02 |           | DVC       | 29,64     | Pas de 4e | Pas de 4e | Pas de 4e |                | DVD            | 40,09          |                | DVG            | 37,76          |                | DVC            | 22,14          |
| Présidentielle 2022 |  | LREM | 29,18 |  | LFI | 21,24 |           | RN        | 20,37     |           | RES       | 7,14      |                | LREM           | 62,20          |                | RN             | 37,80          | Pas de 3e      | Pas de 3e      | Pas de 3e      |
| Législatives 2022   |  | ENS  | 32,29 |  | NUP | 27,18 |           | RN        | 16,51     |           | LR        | 14,32     |                | ENS            | 56,68          |                | NUP            | 43,32          | Pas de 3e      | Pas de 3e      | Pas de 3e      |

### Administration locale

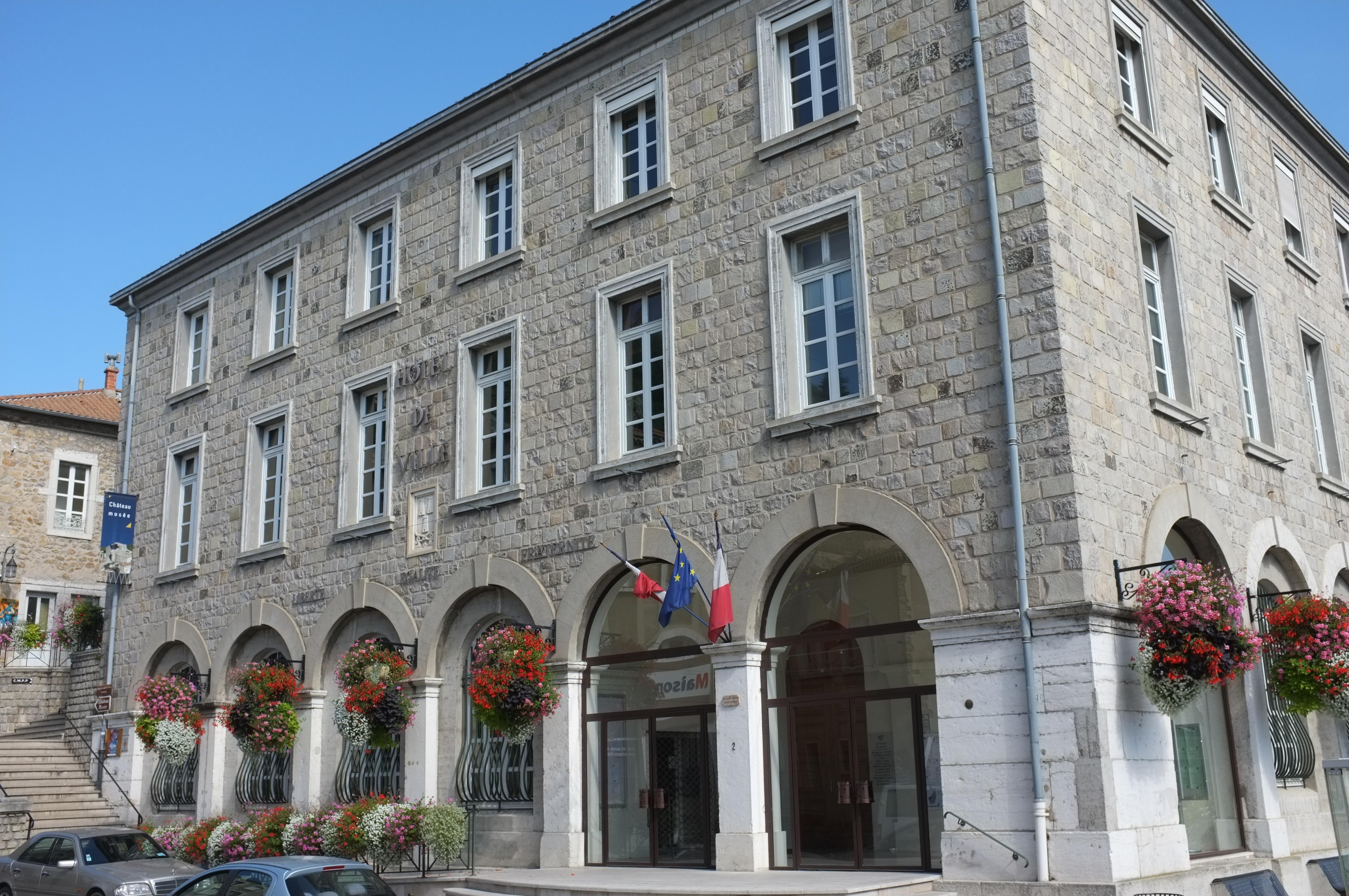
L'hôtel de ville de Tournon-sur-Rhône.

La ville est chef-lieu de l'arrondissement de Tournon-sur-Rhône et bureau centralisateur du canton de Tournon-sur-Rhône.
Elle est sous-préfecture de l'Ardèche. La sous-préfecture occupe l'emplacement de l'ancien couvent des Carmes. Le bâtiment partiellement détruit en 1812, en raison de la construction du quai et de la route nationale, disparut presque totalement en 1853, pour laisser place à l'actuelle sous-préfecture.

### Jumelages
Tournon est jumelée avec :
- Fellbach (Allemagne) depuis 1973 ;
- Erba (Italie) depuis 1974.

## Population et société

### Démographie
Les habitants de la commune sont appelés les Tournonais.

#### Évolution démographique
L'évolution du nombre d'habitants est connue à travers les recensements de la population effectués dans la commune depuis 1793. Pour les communes de plus de 10 000 habitants les recensements ont lieu chaque année à la suite d'une enquête par sondage auprès d'un échantillon d'adresses représentant 8 % de leurs logements, contrairement aux autres communes qui ont un recensement réel tous les cinq ans,.

En 2022, la commune comptait 11 302 habitants, en évolution de +10,44 % par rapport à 2016 (Ardèche : +2,48 %, France hors Mayotte : +2,11 %).
| 1793  | 1800  | 1806  | 1821  | 1831  | 1836  | 1841  | 1846  | 1851  |
| ----- | ----- | ----- | ----- | ----- | ----- | ----- | ----- | ----- |
| 3 300 | 3 419 | 3 984 | 3 555 | 3 971 | 4 174 | 4 740 | 4 807 | 4 861 |

| 1856  | 1861  | 1866  | 1872  | 1876  | 1881  | 1886  | 1891  | 1896  |
| ----- | ----- | ----- | ----- | ----- | ----- | ----- | ----- | ----- |
| 4 918 | 5 252 | 5 509 | 5 390 | 6 083 | 5 092 | 5 286 | 5 146 | 5 344 |

| 1901  | 1906  | 1911  | 1921  | 1926  | 1931  | 1936  | 1946  | 1954  |
| ----- | ----- | ----- | ----- | ----- | ----- | ----- | ----- | ----- |
| 5 174 | 5 003 | 4 719 | 5 037 | 5 043 | 5 332 | 5 658 | 5 798 | 6 785 |

| 1962  | 1968  | 1975  | 1982  | 1990  | 1999  | 2006   | 2011   | 2016   |
| ----- | ----- | ----- | ----- | ----- | ----- | ------ | ------ | ------ |
| 6 878 | 7 858 | 8 732 | 9 099 | 9 546 | 9 946 | 10 582 | 10 689 | 10 234 |

| 2021   | 2022   | - | - | - | - | - | - | - |
| ------ | ------ | - | - | - | - | - | - | - |
| 11 191 | 11 302 | - | - | - | - | - | - | - |

#### Pyramide des âges
En 2021, le taux de personnes d'un âge inférieur à 30 ans s'élève à 33,9 %, soit au-dessus de la moyenne départementale (29,7 %). À l'inverse, le taux de personnes d'âge supérieur à 60 ans est de 29,9 % la même année, alors qu'il est de 32,8 % au niveau départemental.
En 2021, la commune comptait 5 381 hommes pour 5 810 femmes, soit un taux de 51,92 % de femmes, légèrement supérieur au taux départemental (51,22 %).
Les pyramides des âges de la commune et du département s'établissent comme suit :
| Hommes | Classe d’âge | Femmes |
| ------ | ------------ | ------ |
| 0,9    | 90 ou +      | 3,2    |
| 8,1    | 75-89 ans    | 11,4   |
| 16,7   | 60-74 ans    | 19,3   |
| 19,1   | 45-59 ans    | 19,5   |
| 18,1   | 30-44 ans    | 15,7   |
| 17,3   | 15-29 ans    | 14,6   |
| 19,8   | 0-14 ans     | 16,4   |

| Hommes | Classe d’âge | Femmes |
| ------ | ------------ | ------ |
| 1      | 90 ou +      | 2,5    |
| 9      | 75-89 ans    | 11,4   |
| 20,8   | 60-74 ans    | 21,1   |
| 21,2   | 45-59 ans    | 20,3   |
| 16,9   | 30-44 ans    | 16,5   |
| 14,2   | 15-29 ans    | 12,6   |
| 17     | 0-14 ans     | 15,6   |

### Manifestations culturelles et festivités
Expositions d'art contemporain au château de Tournon-sur-Rhône de juin à fin octobre[réf. nécessaire].
Chasse aux œufs, tous les lundis de Pâques, au château.
Balade en Saint-Joseph (véhicules anciens) tous les premiers dimanches du mois de juin.
- Festival de Musique et Saison musicale « Vochora »[43]. Juillet.
- Grande fête votive - juillet.
- Foire aux oignons créée en 1309 - Tous les ans, le 29 août.
- Festival des humoristes - Tous les ans fin août - début septembre.
- 10 kilomètres de Tournon : course à pied - fin novembre.
- Visite guidée et commentée du Jardin d'Eden toute l'année[44].
- Retour Vers l'Empire Romain : fête romaine le 3e weekend de mai (tous les deux ans).

### Enseignement
La commune est rattachée à l'académie de Grenoble. L'enseignement scolaire public est constitué de 3 écoles maternelles, de 4 écoles élémentaires, du collège Marie-Curie, du lycée Gabriel-Faure ainsi que du lycée professionnel Marius-Bouvier.
L'enseignement scolaire privé est constitué de l'école du Sacré-Cœur (maternelle/élémentaire), des collèges Notre-Dame et Saint-Louis, du lycée du Sacré-Cœur (général/technique) ainsi que du lycée rural de La Pélissière.

### Médias
Deux journaux sont distribués dans les réseaux de presse desservant la commune :
- L'Hebdo de l'Ardèche est un journal hebdomadaire français basé à Valence. Il couvre l'actualité de tout le département de l'Ardèche.
- Le Dauphiné libéré est un journal quotidien de la presse écrite française régionale distribué dans la plupart des départements de l'ancienne région Rhône-Alpes, notamment l'Ardèche. La commune est située dans la zone d'édition d'Annonay-Nord-Ardèche[46].

### Cultes

#### Culte catholique
L'église Saint-Julien (propriété de la commune) et la communauté catholique de Tournon-sur-Rhône sont rattachées à la Paroisse Saint-Luc-des-coteaux-et-de-Tournon, laquelle dépend du diocèse de Viviers.

#### Culte protestant
Il existe également à Tournon, un temple protestant, rattaché à l'église protestante unie de France.

## Économie
- Construction automobile :

Trigano VDL, premier constructeur européen de véhicules de loisirs possède une unité de fabrication de camping-cars et caravanes, laquelle affiche une hausse du volume de production au début des années 2020.

## Culture locale et patrimoine

### Lieux et monuments
- Fortifications ( dont la Tour de la Vierge et la Tour du Nord, classées au titre des Monuments historiques). L'enceinte du bourg castral, avec ses tours de plan circulaire date des XIIIe – XVe siècle[50].
- Porte fortifiée de Mauves, au sud. C'est la seule porte intacte des trois portes de la ville.
- Monument aux morts communal, situé quai Marc Seguin et inscrit au titre des monuments historiques par arrêté du 13 mars 2019[51]. Il se compose de deux parties : un relief monumental intégré au mur de soutènement du château classé des Rohan-Soubise, ainsi qu'une petite place hexagonale située de l'autre côté de la voie et présentant en particulier deux obélisques.
- Collégiale Saint-Julien[52] de style gothique flamboyant, proposée au classement monument historique dès 1840[53], la chapelle des Pénitents et sacristie de l'église sont classées le 17 juin 1922, le chœur orné de peintures est classé le 14 septembre 1965 et la nef est inscrite le 14 septembre 1965[54].
- Chapelle du cimetière de Tournon-sur-Rhône.
- Chapelle du couvent des Saints-Cœurs de Tournon-sur-Rhône.
- Chapelle du lycée Gabriel Fauré de Tournon-sur-Rhône.
- Chapelle Saint-Vincent de Tournon-sur-Rhône.
- Temple protestant de Tournon-sur-Rhône.
- Hôtel du marquis de la Tourette.
- Lycée Gabriel-Faure, fondé en 1536 (second plus vieux lycée de France), anciennement nommé Collège de Tournon. Chapelle Saint-Just du collège, de style jésuite.
- Château de Tournon datant du XIVe au XVIe siècle. C'est l'un des plus beaux châteaux d'Ardèche, avec son musée qui évoque l'histoire des seigneurs de Tournon. Depuis les terrasses, le château offre une vue magnifique sur la vallée du Rhône. Musée de Tournon, triptyque de la Résurrection du Capassin.
- Le chemin de fer du Vivarais.
- La bibliothèque municipale, contenant un fonds de 20 000 ouvrages et proposant des activités pour les enfants comme Les bébés lisent ou Plein les Z'oreilles.
- Le Jardin d'Éden[55], ancien parc du couvent des cordeliers, puis des religieuses de Notre-Dame, entouré de remparts Renaissance, avec sa demi-tour. Il est agrémenté de statues, de fontaines et de bassins et offre un large panorama sur la vallée du Rhône et les coteaux de la rive gauche.
- Passerelle Marc-Seguin.
- Sépulture de Germaine L'Herbier-Montagnon, plus connue localement, à la suite de son second mariage, sous le nom de Germaine Peyron-Montagnon. Sa sépulture est située rue du Repos, dans le cimetière B, carré 7, allée H, nos 24-25. Le conseil municipal de Tournon-sur-Rhône le 26 juin 2013 a attribué à cette sépulture le caractère de concession perpétuelle honorifique en mémoire des actions menées par Germaine Peyron-Montagnon.

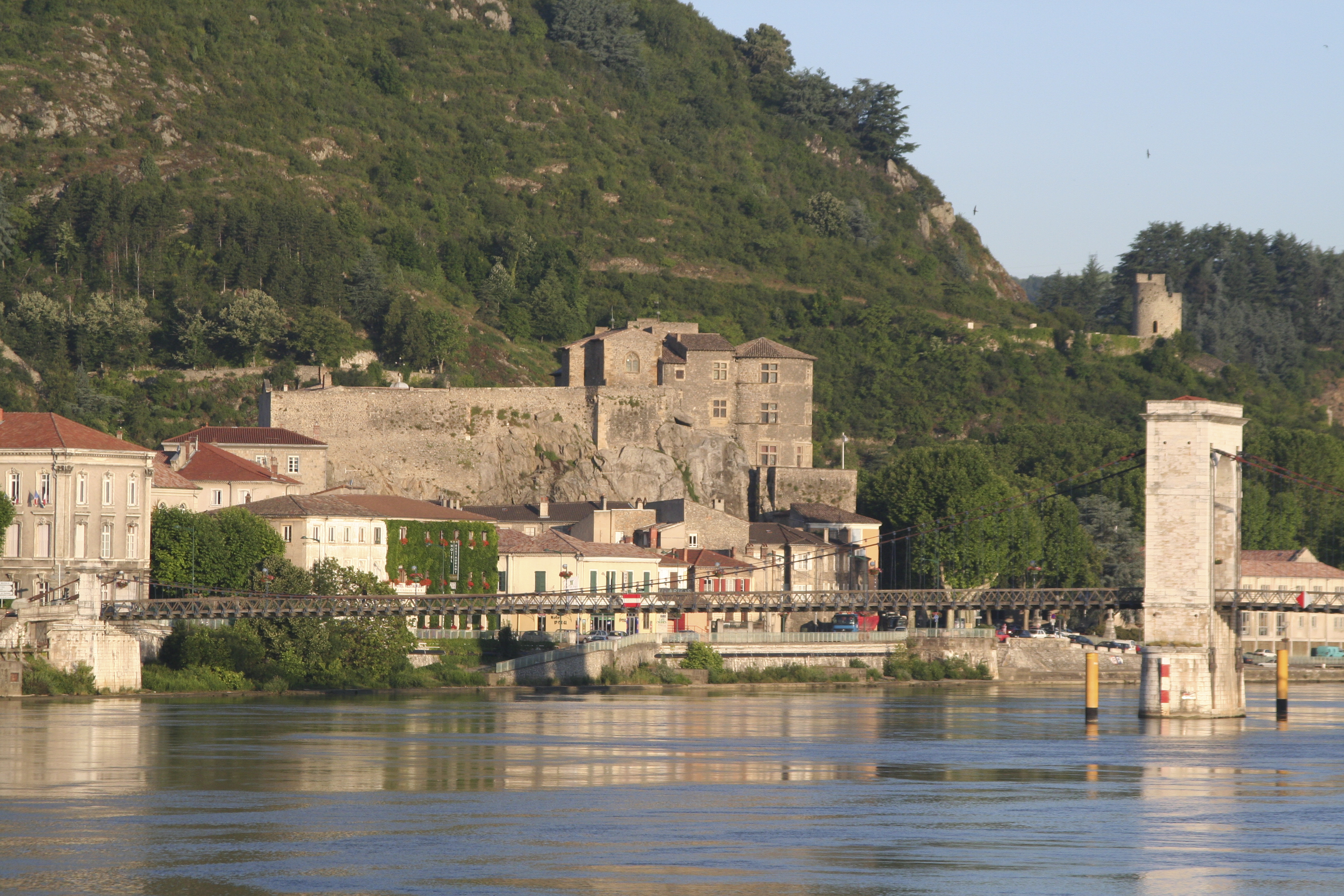
Château et passerelle.
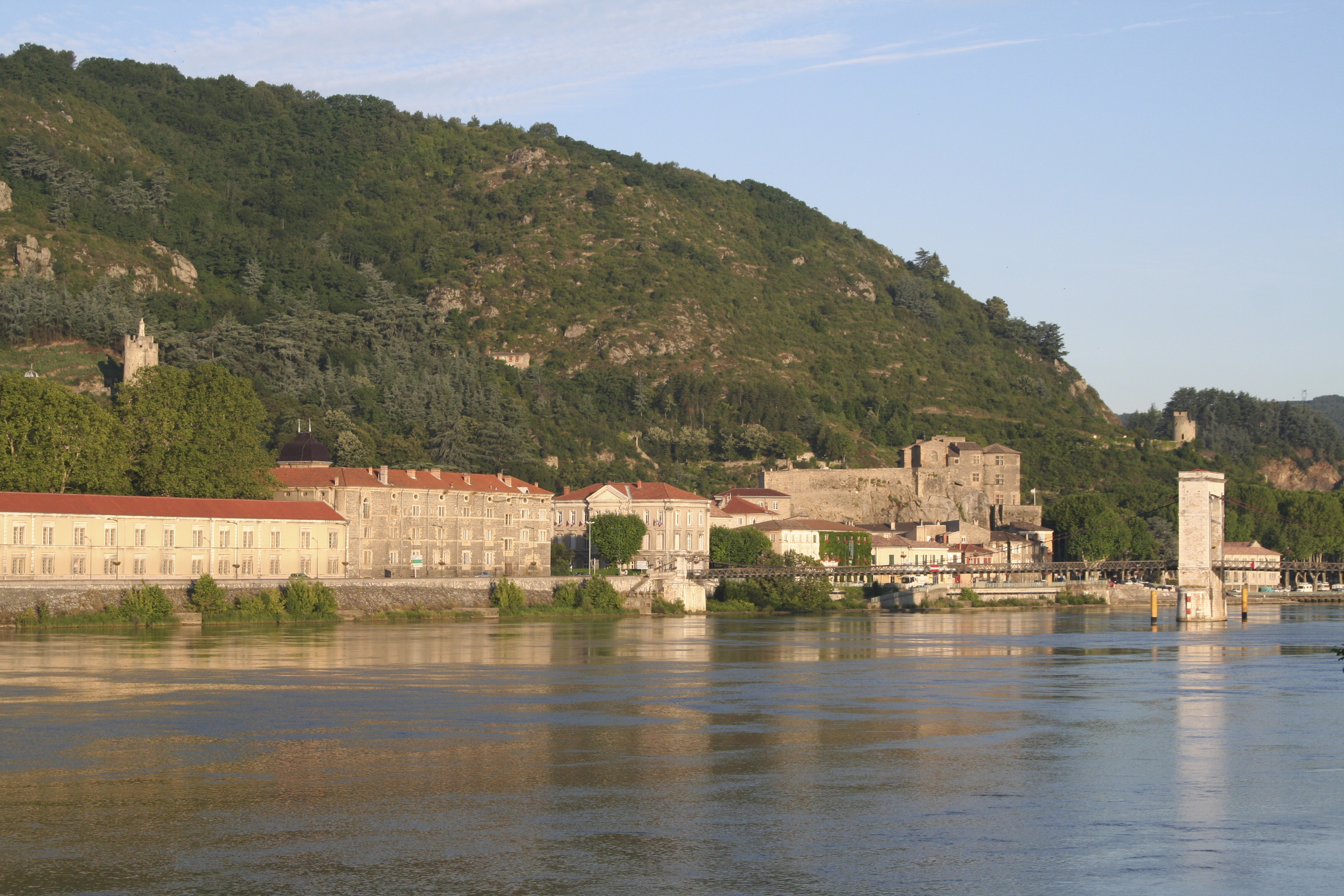
Lycée Gabriel-Faure, passerelle et château.
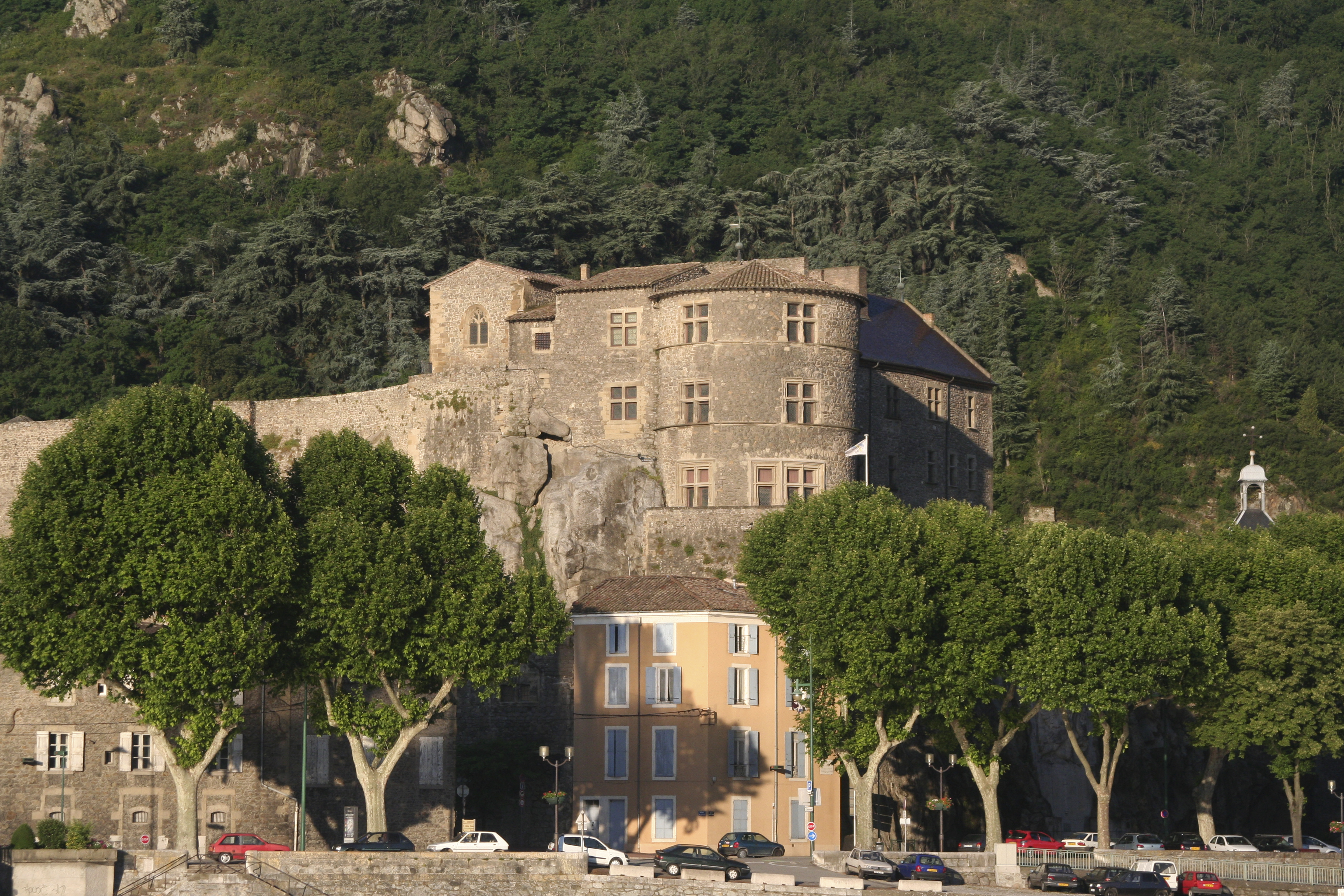
Le château de Tournon.
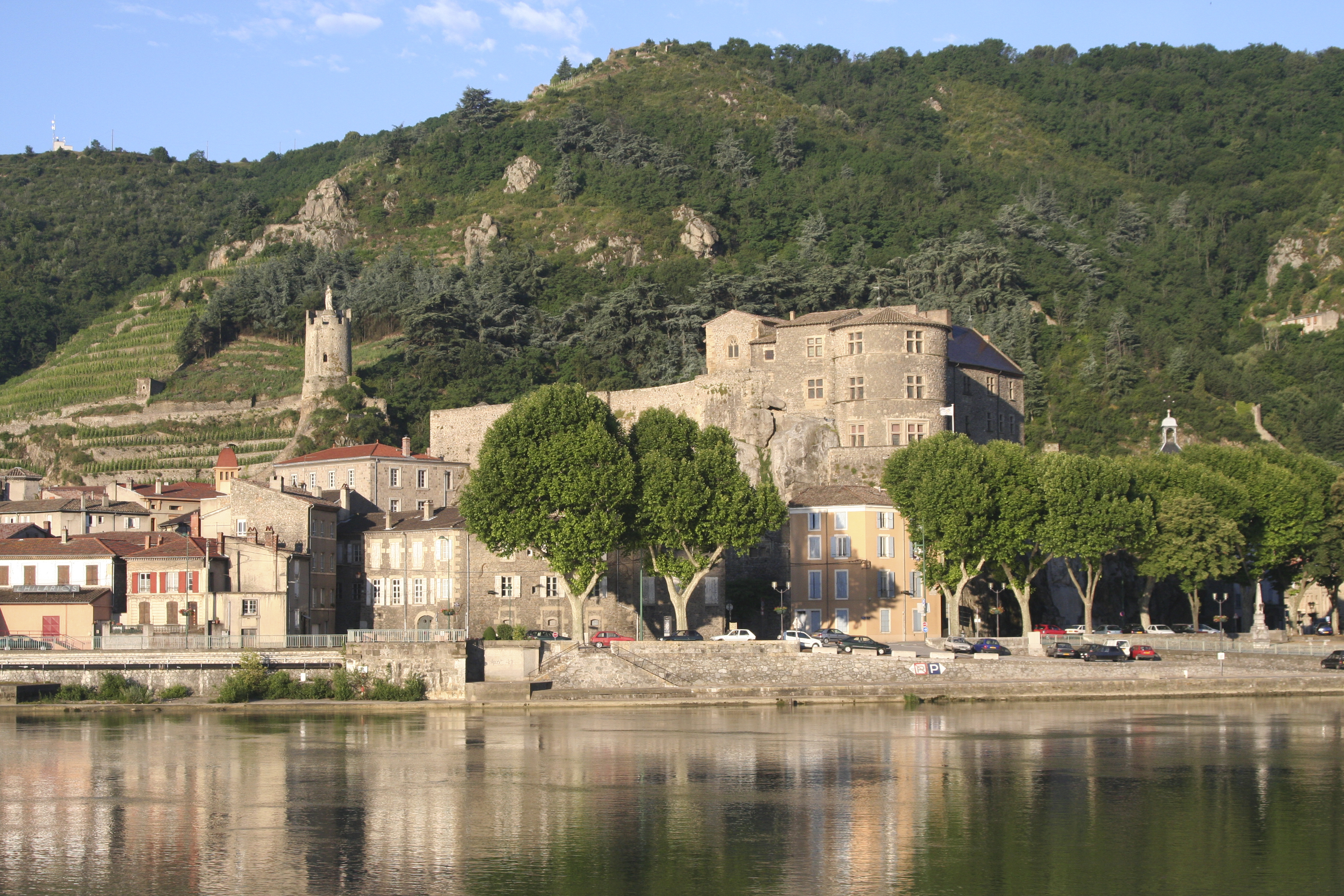
Le château de Tournon.
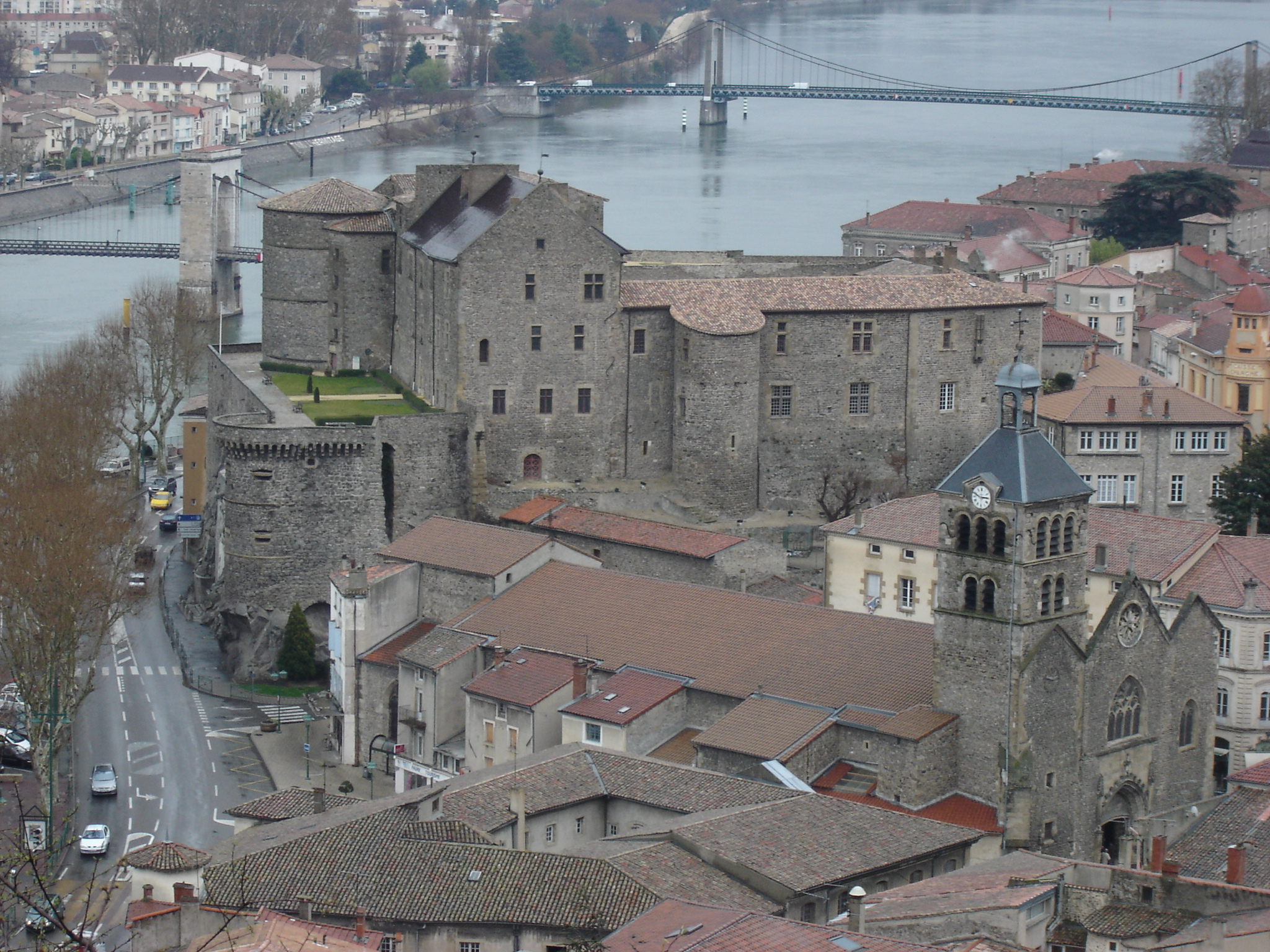
Le château de Tournon.
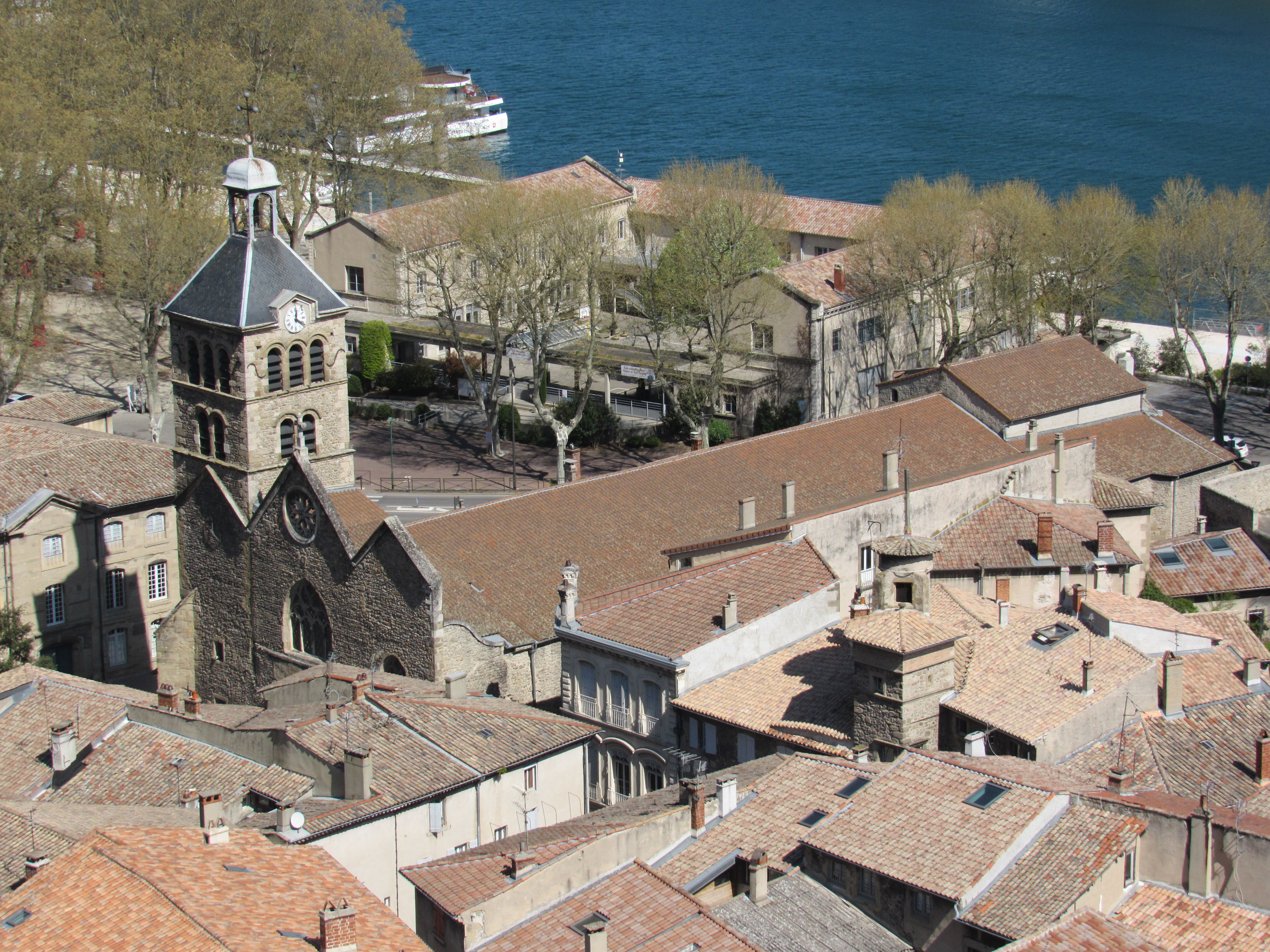
Collégiale Saint-Julien
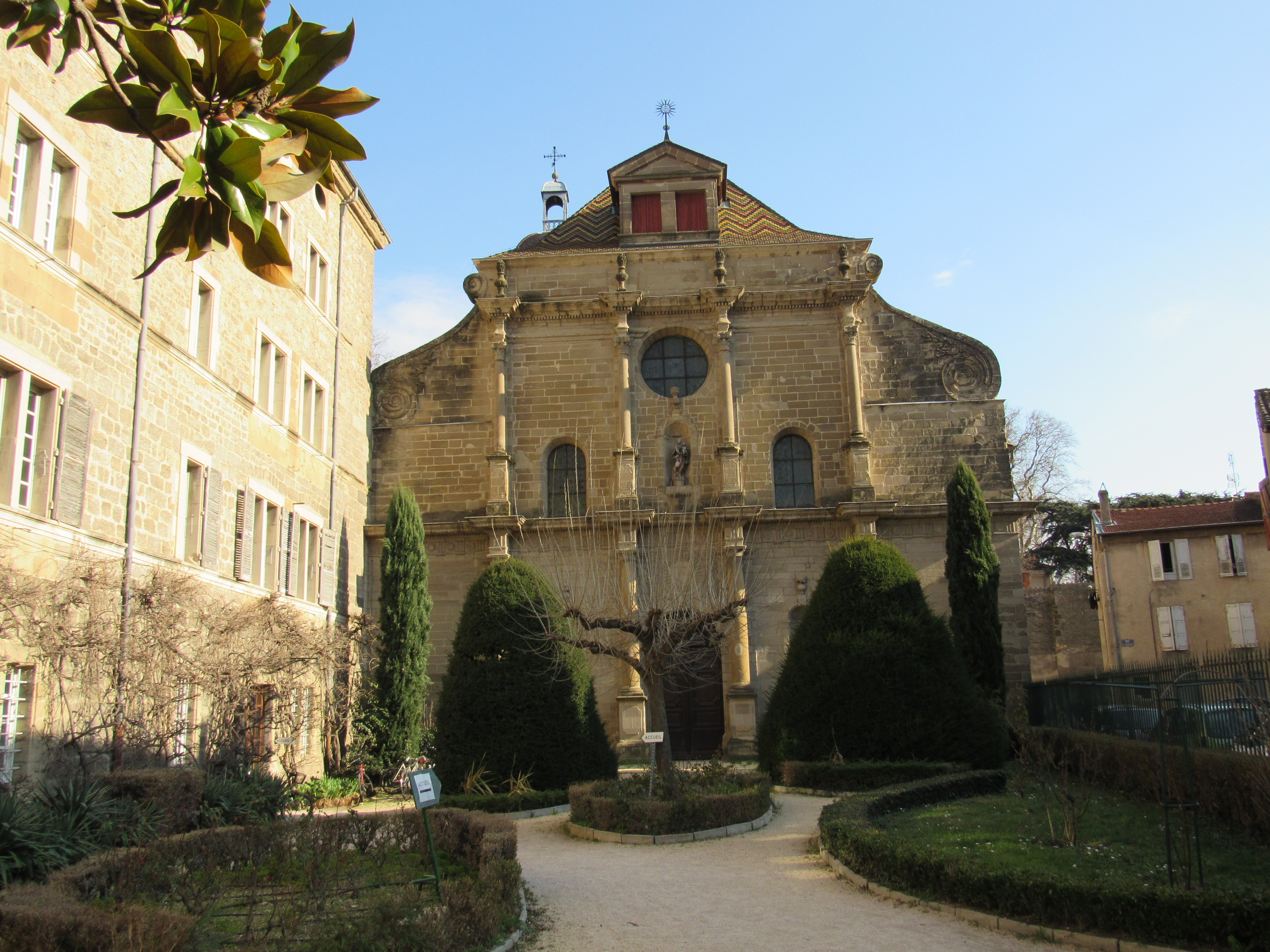
Chapelle du lycée
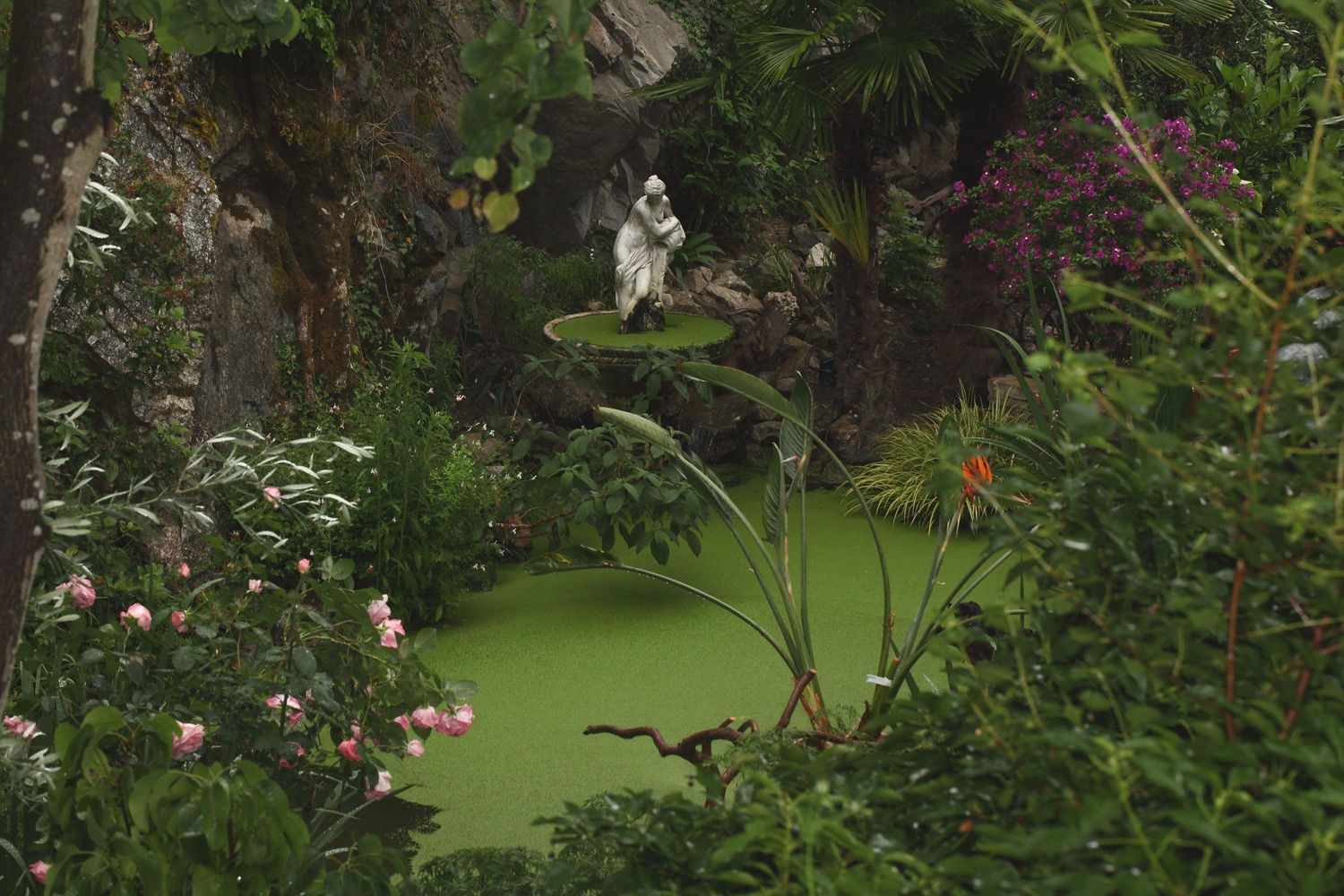
Le jardin d'Éden.
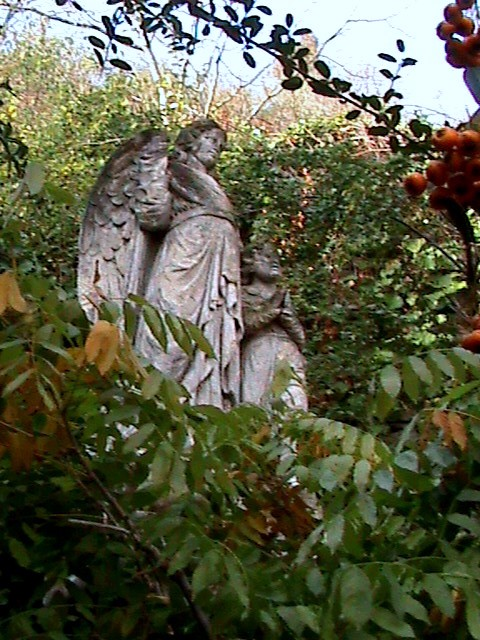
L'archange Gabriel, au Jardin d'Éden.
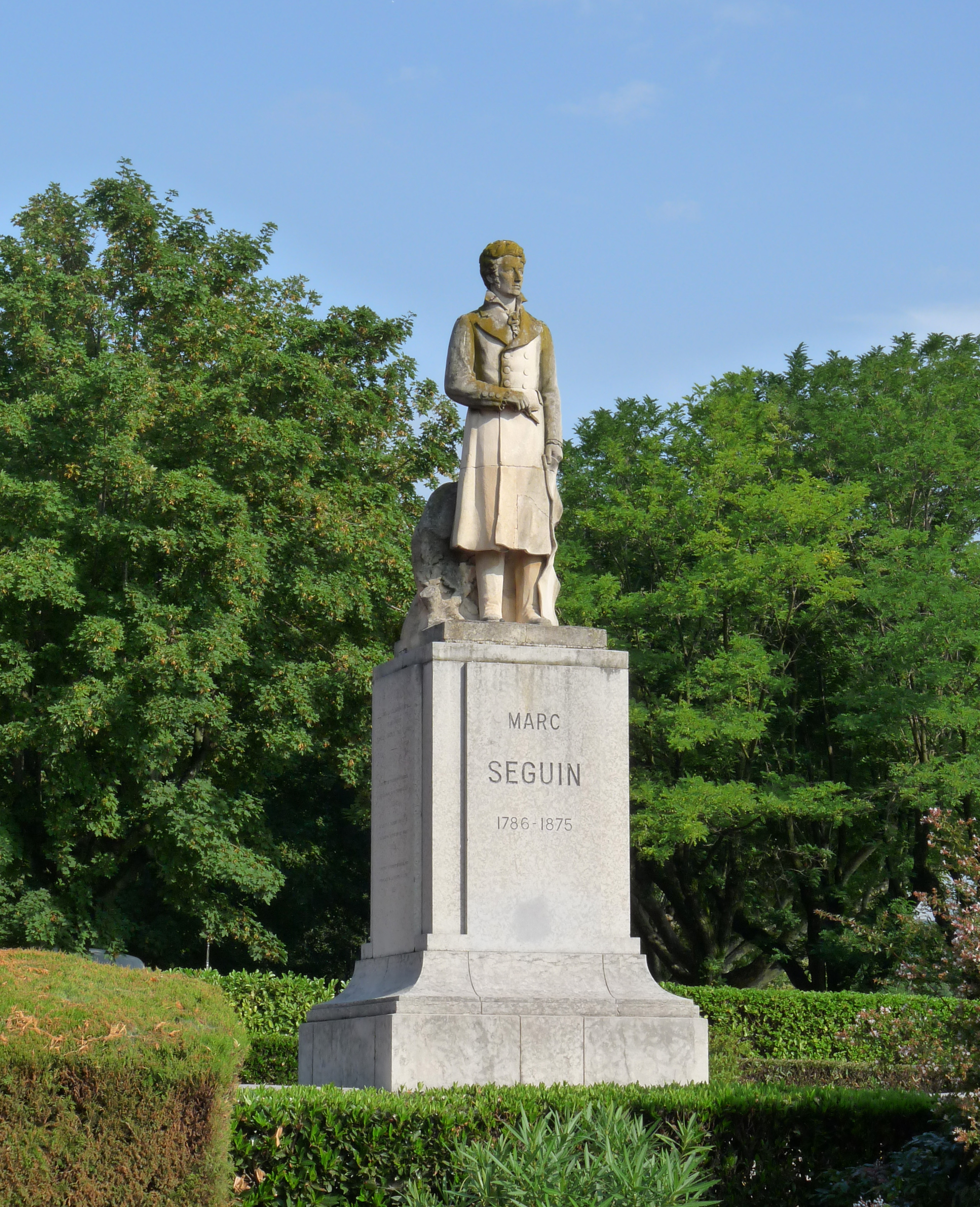
Statue de Marc Seguin.
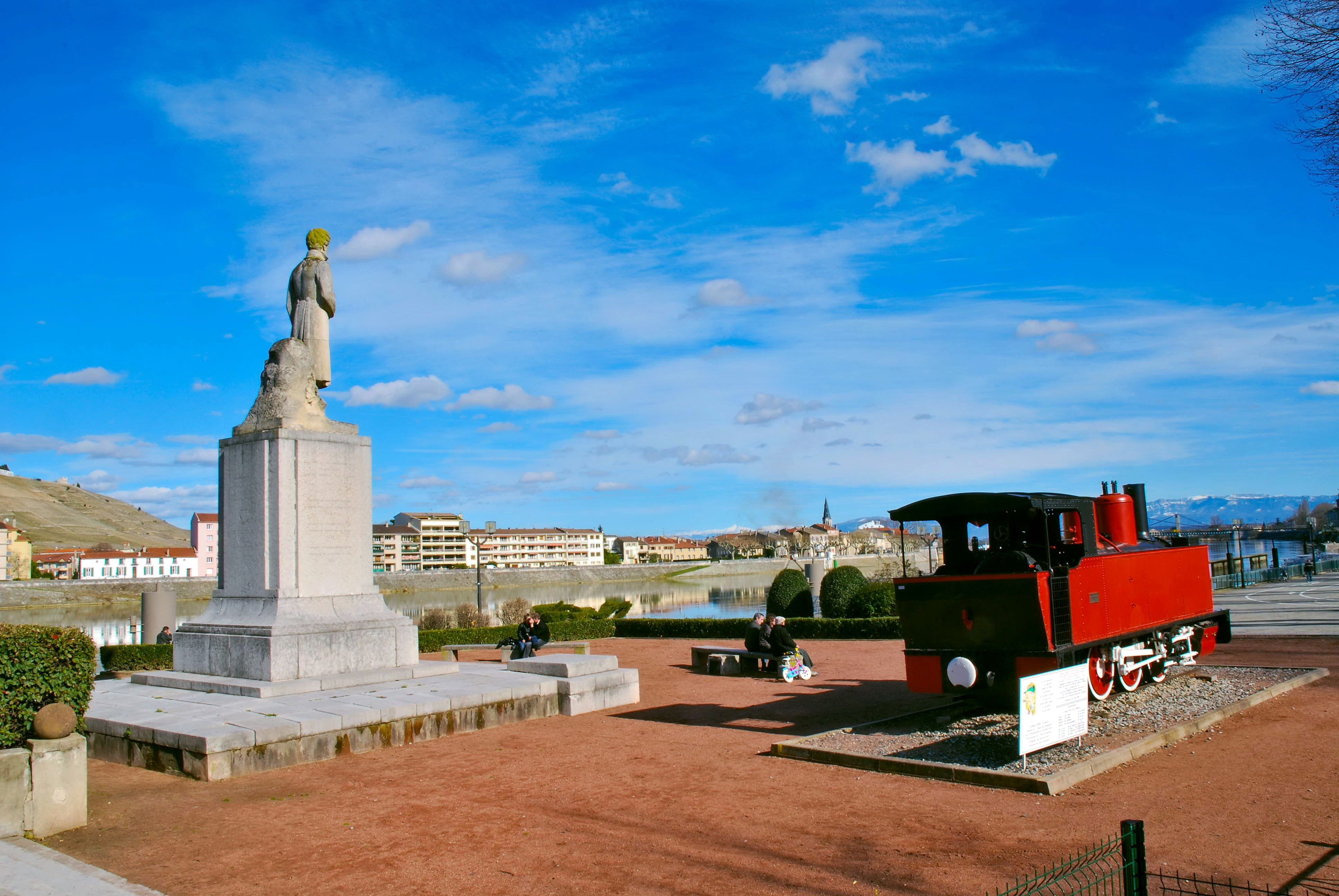
Chemin de fer du Vivarais.
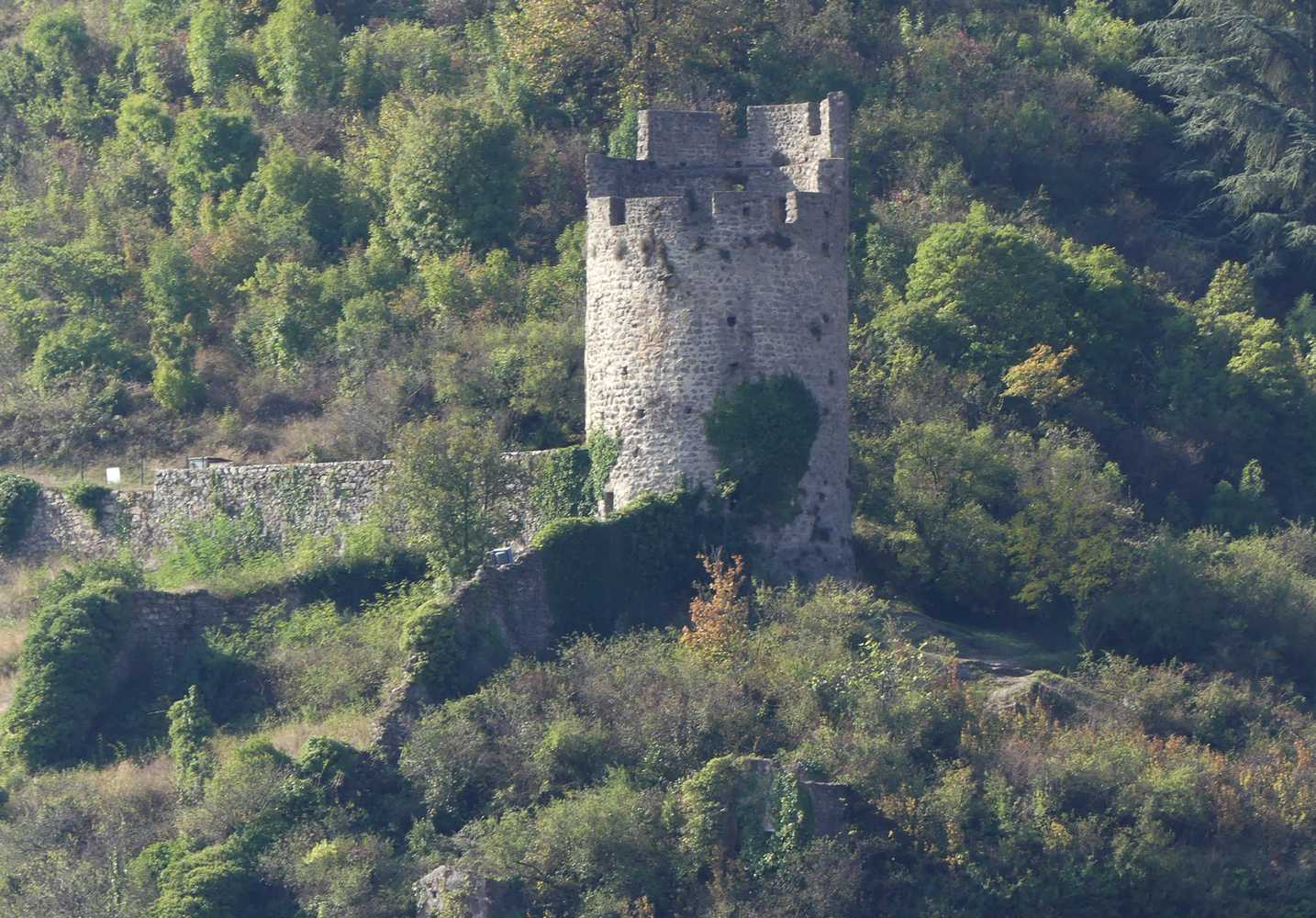
Tour du Nord
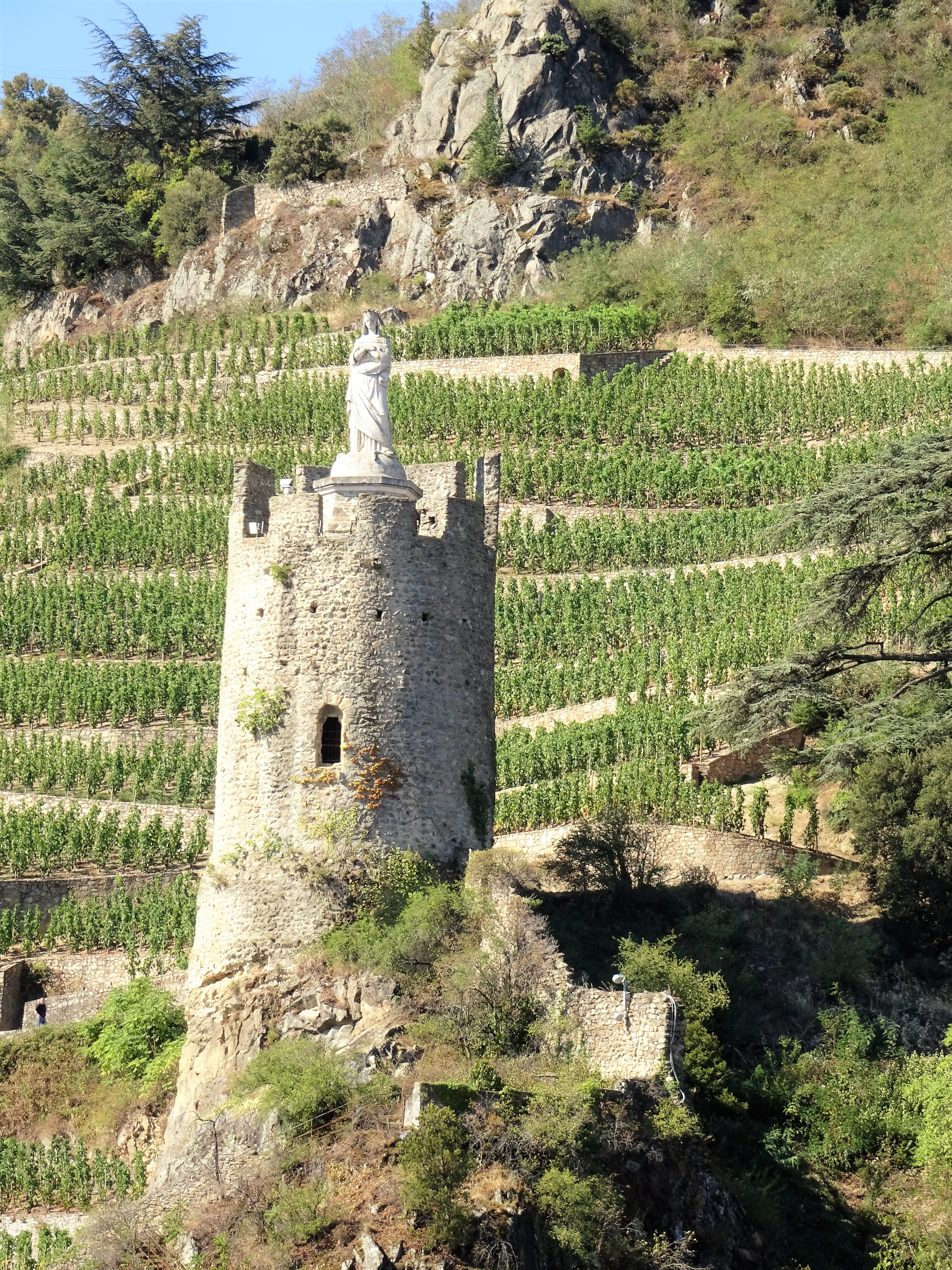
Tour de la Vierge (ou de l'Hôpital)

### Espaces verts et fleurissement
En 2014, la commune de Tournon-sur-Rhône bénéficie du label « ville fleurie » avec « une fleur » attribuée par le Conseil national des villes et villages fleuris de France au concours des villes et villages fleuris.

### Personnalités liées à la commune
- Saint Just de Lyon († 390), évêque de Lyon, mort dans le désert d'Égypte.
- Le cardinal François II de Tournon (1489-1562).
- Giovanni Capassini ou Jean Capassin (v. 1510-v. 1579), peintre italien mort à Tournon. Son triptyque est conservé dans la chapelle du château.
- Antoine de Rossi (1726-1800), général des armées de la République, y est décédé.
- Louis de Romanet de Lestranges de Beaudiné (1749-1815), général des armées de la République, mort à Tournon
- Marie Just Antoine de La Rivoire (1751-1819), homme politique, préfet du Puy-de-Dôme, préfet du Tarn, sous-préfet de Tournon.
- Louis François d'Arlandes de Salton (1752-1793), général des armées de la République, né à Tournon. Traître à la patrie, il passa dans les rangs des Prussiens le 24 août 1793 et fut tué dans les rangs ennemis le 11 septembre 1793.
- Camille Teisseire (1764-1842), négociant liquoriste, fut sous-préfet de Tournon pendant le Premier Empire.
- Louis Pierre Delosme (12 mars 1768-29 septembre 1828), militaire français.
- Marc Seguin (1786-1875), le pont suspendu entre Tain-l'Hermitage et Tournon (le premier du genre en 1825) porte son nom, à l'effigie duquel a été érigée une statue.
- Jean Royol (1796-1864) né et décédé à Tournon-sur-Rhône, homme politique, député de l'Ardèche de 1848 à 1849.
- Alphonse Baude (1804-1885), ingénieur des ponts et chaussées, inspecteur général des ponts et chaussées, directeur de la construction de la nouvelle Compagnie des chemins de fer de l'Ouest, président de la Compagnie des chemins de fer de l'Est.
- Stéphane Mallarmé (1842-1898) fut nommé professeur d'anglais au collège de Tournon en 1863.
- Henri Chalamet, homme politique né le 16 septembre 1849 à Tournon-sur-Rhône (Ardèche) et décédé le 17 mai 1935 à Valence (Drôme).
- Marc Sauzet (1852-1912), homme politique et juriste né à Tournon, député de l'Ardèche de 1893 à 1899 puis de 1910 à 1912.
- Gustave Toursier, né le 8 octobre 1869 à Serrières, mort en février 1950, fondateur en 1896 des Guides Pol, premiers guides touristiques de France.
- Marcel Gimond (sculpteur), né le 27 avril 1894 à Tournon-sur-Rhône et mort le 13 octobre 1961 à Nogent-sur-Marne.
- Léon Perrier (1873-1948), homme politique qui fut plusieurs fois ministre.
- Gabriel Faure (1877-1962), écrivain, un lycée de la ville porte son nom.
- Germaine L'Herbier-Montagnon (1895-1986), infirmière pilote secouriste de l'air, écrivain et historienne.
- Louis Roche-Defrance (1901-1974), maire, conseiller général et député de l'Ardèche.
- André Bossanne (1907-1996), sénateur de la Drôme et maire de Marsaz.
- Adrienne Durand-Tullou (1914-2000), écrivain, institutrice, ethnologue et historienne.
- Denise Astier, écrivaine, et mère et grand-mère des comédiens Lionnel, Alexandre et Simon Astier.
- Philippe Fabry (1952-2023), voyageur. Fils, petit-fils et arrière-petit-fils de négociants en vins, il passe sa jeunesse à Tournon puis quitte la France pour parcourir le monde. Voyageur, photographe et aventurier, il est également marin, humanitaire, auteur et éditeur.
- Dominique Bathenay, (° 1954), footballeur
- Hervé Giraud (° 1957), archevêque-évêque de Viviers et prélat de la Mission de France.
- Sébastien Joly (° 1979), coureur cycliste professionnel.
- Romain Lafourcade (° 1985), joueur de rugby à XV
- Julien Rochedy (° 1988), homme politique, essayiste et éditeur français, y a grandi.
- Kevin Mayer (° 1992), athlète français spécialiste des épreuves combinées, a débuté l'athlétisme à l'Entente athlétique de Tain-Tournon.
- Greta Richioud (° 1996), ancienne coureuse cycliste.
- Rafik Boujedra, né le 27 juillet 1993 à Tournon-sur-Rhône. Footballeur professionnel formé à l'Olympique Lyonnais. Actuellement joueur à l'Olympique de Valence.
- Germain Bonneton (1874-1915), peintre né à Tournon et décédé lors de la Première Guerre mondiale[57]

### Héraldique et logotype
| Blason de Tournon-sur-Rhône | Les armes de Tournon-sur-Rhône se blasonnent ainsi : D'azur à trois tours d'argent ouvertes et maçonnées de sable. Devise : Turris fortissima qui signifie « La tour la plus forte » en latin. | Logotype de tournon-sur-Rhône. |

### Tournon dans les arts

#### Au cinéma
- 1994 : Le Mangeur de lune de Dai Sijie
- 2002 : L'Homme du train de Patrice Leconte se passe essentiellement à Annonay mais les scènes du train ont été tournées dans la gare de Tain-l'Hermitage - Tournon.
- 2021 : L'Échappée belle de Florence Vignon[58]